# Каманова
Каманова (словац. Kamanová) — село, громада округу Топольчани, Нітранський край. Кадастрова площа громади — 6.42 км².
Населення 609 осіб (станом на 31 грудня 2019 року).

## Історія
Каманова згадується 1419 року.

## Населення
| Рік:            | 1994. | 2004.   | 2014.   | 2024.   |
| --------------- | ----- | ------- | ------- | ------- |
| Кількість осіб: | 573   | 619     | 604     | 596     |
| Різниця:        |       | +8,02 % | -2,42 % | -1,32 % |

| Рік:            | 2023. | 2024.   |
| --------------- | ----- | ------- |
| Кількість осіб: | 605   | 596     |
| Різниця:        |       | -1,48 % |